# 青灰蝶屬
青灰蝶屬（學名：Antigius）是線灰蝶亞科線灰蝶族裡的一個屬，物種分佈於東亞。胡桃是幼蟲的寄主植物。